# کایسی، کاناگاوا
کایسی، کاناگاوا (به لاتین: Kaisei, Kanagawa) یک منطقهٔ مسکونی در ژاپن است که در Ashigarakami District واقع شده‌است. کایسی ۶٫۵۶ کیلومترمربع مساحت و ۱۶٬۵۶۷ نفر جمعیت دارد.